# Prinia bairdii
La prinia barrada (Prinia bairdii) es una especie de ave paseriforme de la familia Cisticolidae propia del África ecuatorial.

## Taxonomía
Fue descrita científicamente en 1855 por el ornitólogo estadounidense John Cassin, con el nombre binomial de Drymoica Bairdii. Posteriormente se trasladó al género Prinia.
Actualmente se reconocen dos subespecies:
- P. b. bairdii (Cassin, 1855) - se extiende desde el sudeste de Nigeria al río  Congo y del este de la República Democrátia del Congo al oeste de Uganda;
- P. b. heinrichi Meise, 1958 -	se localiza en el noroeste de Angola.

En el pasado se consideraba también como subespecie a la prinia carinegra, pero ahora se clasifica como una especie separada, Prinia melanops.

## Distribución y hábitat
Se encuentra los bosques húmedos tropicales de África central y la región de los Grandes Lagos de África.